# Ilona Eibenschütz

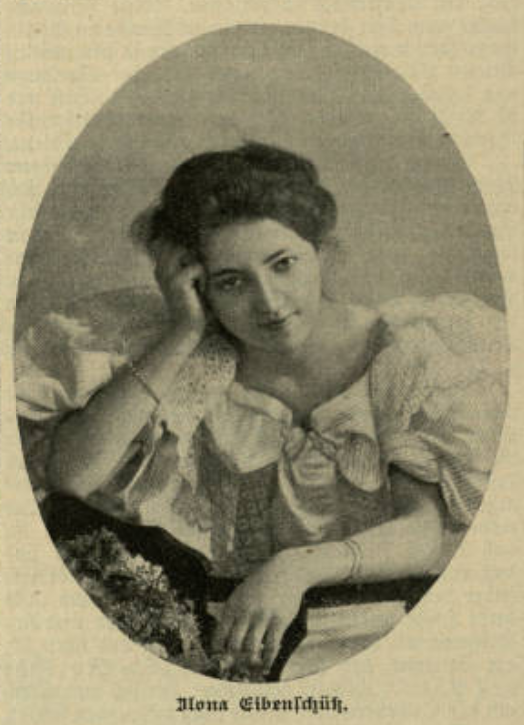
Ilona Eibenschütz (Abbildung in der Neuen Musik-Zeitung 1899, 20. Jg., Nr. 5, S. 58)

Ilona Eibenschütz (* 24. März 1871 in Pest, Österreich-Ungarn; † 21. Mai 1967 in London) war eine ungarische Pianistin.

## Leben
Ilona Eibenschütz war das neunte Kind ihrer Eltern David Eibenschütz (1828–1910) und Marie Eibenschütz geb. Stern (1826–1906). Ilonas Geburtsjahr wird in vielen biografischen Quellen mit 1872 angegeben; sie wurde jedoch am 24. März 1871 geboren. Ihr Vater war Kaufmann und Vorsänger in der Synagoge von Pest. Ersten Unterricht erhielt Ilona von ihrem Bruder Sigmund Eibenschütz; im Alter von viereinhalb Jahren gab sie am 9. Januar 1878 in Pest ihren ersten öffentlichen Auftritt als Pianistin. Unterricht erhielt sie auch bei Hans Schmitt, der zugleich einige Konzerte für sie organisierte. Im Jahr 1878 erhielt sie ein kaiserliches Stipendium, um ihre Ausbildung bei Hans Schmitt (1835–1907) am Wiener Konservatorium fortzusetzen.
Ilona Eibenschütz galt als Wunderkind und soll zusammen mit Franz Liszt im Duett musiziert haben. Mit neun Jahren spielte sie das Klavierkonzert d-Moll KV 466 von Mozart zusammen mit den Wiener Philharmonikern. Ab 1881 unternahm sie Konzertreisen durch deutsche Städte. Sie hatte Auftritte in Frankreich und vor dem österreichischen Kaiser Franz Joseph I. 1883 unternahm sie eine Tournee durch die größeren Städte Skandinaviens, bei der sie auch vor der dänischen Königin auftrat. Im Oktober 1883 ging sie auf eine Tournee durch Osteuropa, spielte am 17. und 19. Oktober in Riga und trat am 21. Dezember vor der russischen Zarenfamilie auf. Im Alter von zwölf Jahren schloss sie ihre Ausbildung in Wien ab und legte ab 1886 zunächst eine Konzertpause ein.
Von 1886 bis Mai 1890 studierte sie in Frankfurt am Main am Hochschen Konservatorium Klavier bei Clara Schumann und Kontrapunkt bei Iwan Knorr. Gegen Beginn ihres Studiums lernte sie dort auch den Komponisten Johannes Brahms kennen. Ab 1889 begann Eibenschütz erneut Konzertreisen durch Deutschland, Österreich und Holland zu unternehmen. 1890/91 reiste sie nach London, wo sie mindestens vier Konzerte gab, ab 1891 tourte sie regelmäßig in London, Leipzig, Wien und Berlin. Das Klavierkonzert a-moll op. 54 von Robert Schumann spielte sie erstmals am 7. November 1890 in Berlin und erneut in Utrecht. Am 12. Januar 1891 gab sie erstmals ein Konzert in London bei den Monday popular concerts in der St. James's Hall, wo sie Robert Schumanns Sinfonische Etüden op. 13 vortrug.

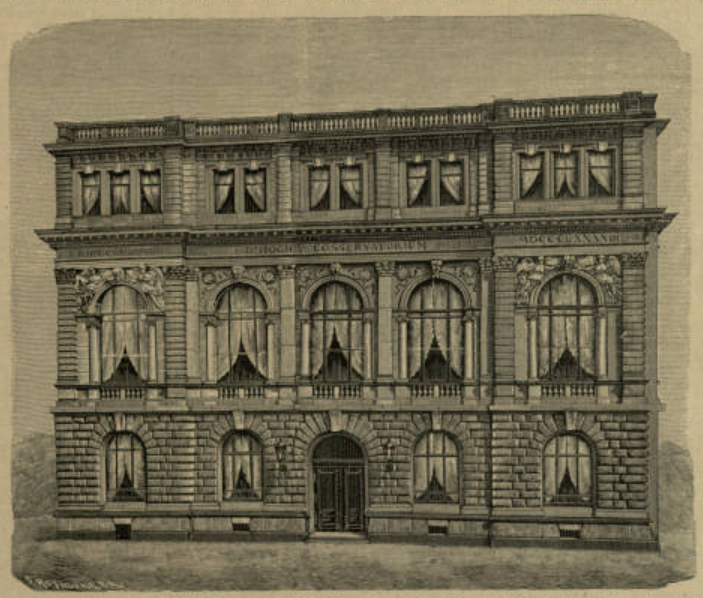
Das Hoch'sche Konservatorium in Frankfurt/M., Neue Musik-Zeitung 1888, 9. Jg., Nr. 10, S. 121

Bei einem Urlaubsaufenthalt mit ihrer Familie in Bad Ischl traf sie 1891 erneut mit Brahms zusammen. Beide wiederholten ihre Begegnung in Ischl auch in den folgenden Jahren, und Brahms spielte ihr alleine dort seine Klavierstücke op. 118 und 119 erstmals selbst vor. Hierfür gibt Eibenschütz in ihren Erinnerungen als Datum zwar das Jahr 1892 an, aber die Musikwissenschaft geht davon aus, dass es sich um den August des Jahres 1893 gehandelt haben muss. Brahms stand von Ischl aus bereits seit Mai 1893 mit Clara Schumann in brieflichem Austausch über die Klavierstücke op. 119 und hatte ihr im Juni und Juli des Jahres das Notenmaterial zugesandt. Eibenschütz, die als Brahmsexpertin galt, führte die Klavierstücke op. 118 und 119 zwischen Januar und April 1894 in mehreren Konzerten in England zunächst in Auszügen und dann als vollständige Zyklen erstmals auf.
1902 heiratete sie den aus Frankfurt am Main stammenden, in London ansässigen Aktienhändler Carl Derenburg (1851–1927) und zog sich bald darauf weitgehend aus der öffentlichen Konzerttätigkeit zurück. Die gemeinsamen Töchter waren Rosie Marie-Louise (geb. 1905) und Elizabeth (geb. 1907). Bereits 1903 machte sie Schallplattenaufnahmen von Kompositionen von Brahms, Frédéric Chopin und Domenico Scarlatti. 1910 spielte sie bei einem Konzert der Classical Concert Society und trat 1913 mit dem Rosé-Quartett auf. Ihre Erinnerung an Brahms dokumentierte sie 1926 in einem Aufsatz und 1952 in einem Hörfunkvortrag der BBC, während dessen sie auch einige Klavierstücke spielte. 1952 trat sie auch erneut öffentlich auf und spielte mit dem Amadeus-Quartett das Klavierquintett von Brahms.
Ihre Geschwister waren der Dirigent Siegmund Eibenschütz und die Schauspielerin Gina Eibenschütz, ihre Nichte war Gesangspädagogin Maria Theodora Eibenschütz. Eine Verwandtschaft zu der Opernsängerin Riza Eibenschütz ist unbelegt.

## Schriften
- My Recollections of Brahms. In: The Musical Times. 1926, S. 598 f.
- Reminiscences of Brahms: BBC. Hörfunksendung vom 30. Oktober 1952